# Langelandsgade
Langelandsgade er en gade i Øgadekvarteret i Aarhus, og den har navn efter øen Langeland.
Gaden strækker fra syd i krydset ved Vesterbro Torv i Aarhus C mod nord til Stjernepladsen i Aarhus N. Mere end to tredjedele af gaden er beliggende på Vesterbro. Gaden er knap 2 km lang og halvdelen af gaden er blandt de stejleste gader i Aarhus.
Blandt de bygninger og anlæg, der ligger langs gaden, er Sankt Markus Kirke, Botanisk Have og Aarhus Universitet.